# Josh Windass
Joshua Dean Windass, né le 9 janvier 1994 à Hull, en Angleterre, est un footballeur anglais. Il joue au poste de milieu de terrain pour le Wrexham AFC. Il est le fils de Dean Windass.

## Biographie
Lors de la saison 2015-2016, il inscrit 15 buts en quatrième division anglaise avec le club d'Accrington Stanley.
Le 1er juillet 2016, il rejoint l'équipe écossaise des Glasgow Rangers. Avec cette équipe, il joue un match en Ligue Europa lors de la saison 2017-2018.
Le 9 août 2018 il rejoint Wigan Athletic.
Le 31 janvier 2020, il est prêté à Sheffield Wednesday.
Le 2 septembre 2020, il rejoint Sheffield Wednesday.
Le 23 juillet 2025, il rejoint le Wrexham AFC.